# Syndicalisme d'entreprise
 (signalé en mai 2025).
Si vous disposez d'ouvrages ou d'articles de référence ou si vous connaissez des sites web de qualité traitant du thème abordé ici, merci de compléter l'article en donnant les références utiles à sa vérifiabilité et en les liant à la section « Notes et références ».
- Archive Wikiwix
- Bing
- Cairn
- DuckDuckGo
- E. Universalis
- Gallica
- Google
- G. Books
- G. News
- G. Scholar
- Persée
- Qwant
- (zh) Baidu
- (ru) Yandex
- (wd) trouver des œuvres sur Wikidata

Le syndicalisme d'entreprise est une manière d'organiser les travailleurs syndiqués d'un champ professionnel et géographique. Les travailleurs d'une même entreprise se regroupent dans un syndicat. Les syndicats sont alors organisés selon leurs employeurs respectifs. Chaque syndicat a alors sa propre administration, ses propres revendications et ses propres accords d'entreprises, bien qu'ils soient généralement regroupés nationalement en fédération d'industrie.
Le syndicalisme d'entreprise s'oppose aux syndicalisme de métier et au syndicalisme d'industrie.
En France, le syndicalisme d'entreprise se crée autour du syndicalisme jaune au début du siècle. Le patronat peut alors contrôler les revendications de ses employés. Plus récemment, avec le gain des Comités d'entreprises (CE) lors de mai 1968, les syndicats se transforment de manière importante en syndicat d'entreprise pour être plus proches des salariés et de ces CE.